# 九龍巴士23線
九龍巴士23線是香港一條九龍區巴士路線，循環來往觀塘碼頭和順利邨，途經觀塘商貿區、協和街、下秀茂坪、四順，以循環線模式運作，每天清晨至午夜提供服務。

## 歷史
1970年代，觀塘佐敦谷對上山坡被發展為住宅區，可供逾萬人口居住。四個公營房屋發展（簡稱「四順」）在七、八十年代陸續入伙，為方便居民往返區內外，本線成為四順首條公共交通路線，從1978年起投入服務，來往觀塘碼頭和順利邨。乘客可以直接到達觀塘市中心、工業區和碼頭，繼而轉乘其他巴士或渡輪航線，以及在翌年通車的香港地鐵修正早期系統往返各區。
開辦十數年間，憑藉其低廉票價、頻密班次和快捷等因素，使客量一直保持增長。直至1990年代中前期，香港工業式微，加上運輸署為引入競爭，在四順區不斷批出專線小巴路線，來往觀塘、九龍灣、九龍城等地，四順區來往有關地區的巴士路線漸漸失去優勢，其後因過海隧道巴士619線擴展服務，來往港島區的乘客有更方便的選擇，本線客量有所下跌，班次的頻密程度已大不如前。

## 年表
- 1978年10月9日：本線開辦，來往觀塘碼頭及順利，以循環線模式運作（總站設於順利邨利明樓對面）。
- 1980年9月28日：配合四順發展，往順利方向會先途經順安邨。
- 1984年4月15日：配合順天邨入伙，往順利方向會先途經順天巴士總站。
- 1990年3月18日：九巴調整車費，全程收費由$1.2增至$1.4，加幅逾16%。
- 1991年3月31日：九巴調整車費，全程收費增至$1.6，加幅逾14%。
- 1993年4月5日：九巴調整車費，全程收費增至$1.8，加幅達12.5%。
- 1994年4月1日：九巴調整車費，普遍加幅超過一成，本線全程收費增至$2.2，加幅逾22%。
- 1995年4月2日：九巴調整車費，全程收費增至$2.4，加幅逾9%。
- 1996年4月4日：九巴調整車費，全程收費增至$2.5，加幅逾4%。
- 1997年12月1日：九巴調整車費，全程收費增至$2.7，加幅達8%。
- 2005年7月28日：增派空調巴士服務，空調全程收費$3.7，非空調收費維持不變。
- 2008年6月8日：九巴調整車費，全程收費增至$2.8（非空調）／$3.9（空調）。
- 2009年9月3日：配合協和街／秀雅道交通燈號啟用，往順利方向位於華峰園的分站永久取消。
- 2009年9月21日：往順利方向加停祥和苑，方便因上述永久措施受影響的乘客。
- 2011年5月15日：九巴調整車費，全程收費增至$2.9（非空調）／$4.1（空調），加幅達3.6%。
- 2011年9月26日：提升至全空調巴士服務
- 2013年6月23日：提早頭班車時間並修訂班次[1]。
- 2014年12月18日：增設到站時間預報。[2]
- 2020年11月21日：星期六晨早特別班改為只開06:00[3]
- 2021年8月7日：取消星期六晨早特別班次[4]
- 2024年4月8日：取消星期一至五06:15由順天開出之特別班次。

## 服務時間及班次
| 觀塘碼頭開       | 觀塘碼頭開  | 觀塘碼頭開   |
| 日期             | 服務時間    | 班次（分鐘） |
| ---------------- | ----------- | ------------ |
| 星期一至五       | 06:10       | 06:10        |
| 星期一至五       | 06:30-08:15 | 15           |
| 星期一至五       | 08:15-09:55 | 20           |
| 星期一至五       | 09:55-14:30 | 25           |
| 星期一至五       | 14:30-17:10 | 20           |
| 星期一至五       | 17:10-17:55 | 15           |
| 星期一至五       | 17:55-18:59 | 16           |
| 星期一至五       | 18:59-00:25 | 26-30        |
| 星期六           | 06:10-09:10 | 30           |
| 星期六           | 09:10-17:55 | 25           |
| 星期六           | 17:55-00:25 | 30           |
| 星期日及公眾假期 | 06:10-11:10 | 30           |
| 星期日及公眾假期 | 11:10-12:25 | 25           |
| 星期日及公眾假期 | 12:25-00:25 | 30           |

特別班次（順天→觀塘碼頭）
- 星期一至五：06:00

星期六、日及公眾假期不設服務

## 收費
全程：$5.0
| - 本線設有12歲以下小童及65歲或以上長者半價優惠。 - 65歲或以上香港居民使用「樂悠咭」，以及12歲以下合資格殘疾兒童使用「殘疾人士身份」個人八達通繳付車資，均可享有每程$2.0或半價（以較低者為準）的票價優惠；12至64歲合資格殘疾人士使用「殘疾人士身份」個人八達通（包括「樂悠咭」），以及60至64歲香港居民使用「樂悠咭」繳付車資，均可享有每程$2.0或全費（以較低者為準）的票價優惠。 - 65歲或以上長者如使用長者或一般個人八達通繳付車資，則只可享有半價優惠；12至64歲合資格殘疾人士如不使用「殘疾人士身份」個人八達通，以及60至64歲人士如不使用「樂悠咭」繳付車資，必須繳付全費。 - 乘客可以現金或八達通於上車時付款，不設找續。 - 每位成人乘客可免費攜帶最多兩名4歲以下而不佔座位的兒童乘客乘車，超額之4歲以下小童必須繳付小童車費乘車。 - 持有「九巴月票」之乘客在車票有效期內，每日可享最多10程任何九龍巴士及龍運巴士路線（包括本路線，以及聯營路線的九龍巴士／龍運巴士提供的班次；惟乘搭機場「A」及「NA」線則可享原價二七折優惠（不會計算每天10次合資格車程））；而B1線則每日可享最多各2程（不會計算每天10次合資格車程）。 - 九龍巴士、城巴、龍運巴士及陽光巴士全職員工及家屬（不包括外判職員）可免費乘搭本路線，惟必須拍職員或職員家屬八達通。 - 乘客亦可透過多元化電子支付系統（e度嘟）繳付車資，包括使用非接觸式VISA卡、JCB卡、萬事達卡、銀聯卡、美國運通、大來國際、Discover Card、Apple Pay、Google Pay、Samsung Pay、AlipayHK「易乘碼」、支付寶、WeChatHK／微信支付「搭車碼」、銀聯雲閃付「乘車碼」及BOC Pay「乘車碼」。乘客使用此付款方式，使用此支付方式的乘客可享有中途下車之分段收費，以及與其他九巴／龍運獨營路線或聯營線九巴／龍運班次之轉乘優惠，惟不適用於與非九巴／龍運路線之轉乘優惠，亦不能享有「公共交通費用補貼計劃」及「長者及合資格殘疾人士公共交通票價優惠計劃」。 |

## 使用車輛
現時本線使用4輛富豪B9TL 12米（AVBWU）行走本線。
| 車隊編號 | 車牌   |
| -------- | ------ |
| AVBWU351 | SY9569 |
| AVBWU353 | SY9782 |
| AVBWU360 | SY9643 |
| AVBWU367 | SZ5712 |

## 行車路線
經：偉業街、敬業街、茶果嶺道、鯉魚門道、觀塘道、協和街、秀茂坪道、順安道、順天巴士總站、利安道、新清水灣道、順利邨道、協和街、開源道及觀塘碼頭通道。

### 沿線車站
| 觀塘碼頭開 | 觀塘碼頭開       | 觀塘碼頭開       |
| 序號       | 車站名稱         | 位置             |
| ---------- | ---------------- | ---------------- |
| 1          | 觀塘碼頭巴士總站 | 觀塘碼頭巴士總站 |
| 2          | 敬業街           | 敬業街           |
| 3          | 成業街休憩公園   | 茶果嶺道         |
| 4          | 和樂邨           | 協和街           |
| 5          | 祥和苑           | 協和街           |
| 6          | 聯合醫院         | 協和街           |
| 7          | 寧波第二中學     | 順安道           |
| 8          | 順天巴士總站     | 順天巴士總站     |
| 9          | 順安邨           | 利安道           |
| 10         | 順利邨利業樓     | 利安道           |
| 11         | 順利邨利樓       | 利安道           |
| 12         | 順利消防局       | 利安道           |
| 13         | 順安邨安頌樓     | 順利邨道         |
| 14         | 聯合醫院         | 協和街           |
| 15         | 秀雅道遊樂場     | 協和街           |
| 16         | 和樂邨           | 協和街           |
| 17         | 同仁街           | 協和街           |
| 18         | 開源道           | 開源道           |
| 19         | 觀塘碼頭巴士總站 | 觀塘碼頭巴士總站 |

### 走線圖

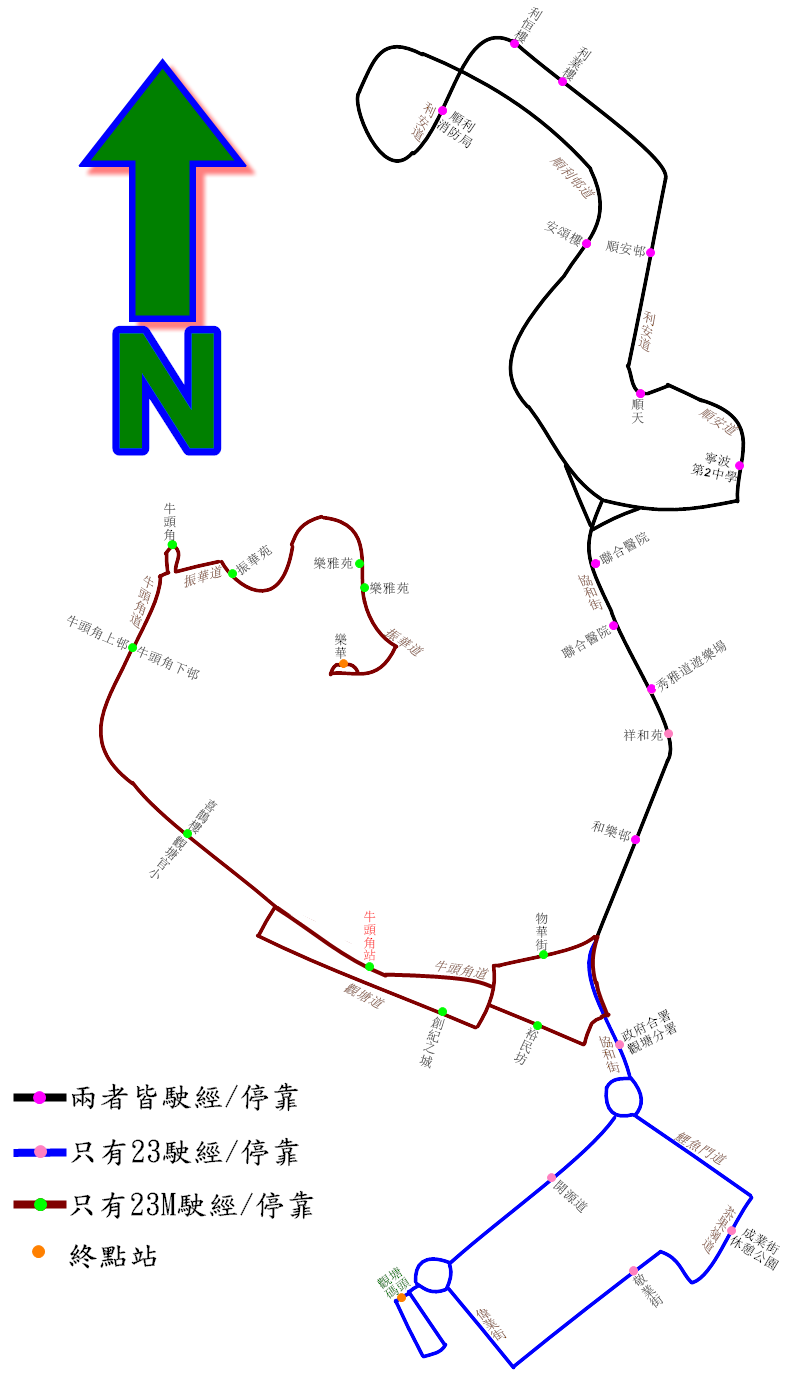
本線與23M線的走線圖，當中藍線表示只有本線駛經

## 使用狀況
23線乃唯一連接觀塘商貿區及四順的巴士路線，繁忙時間能吸引在觀塘商貿區上班的區內居民選乘。雖然路線與九龍巴士23M線及九龍巴士26M線重疊，但此路線往觀塘市中心方向的車費稍為便宜，如乘客同時遇上此路線及該兩線，一般都會選擇登上此路線。

## 昔日的九巴23線
第一代23線是新界郊區路線，1953年4月1日投入服務，來往元朗及大埔墟。
1973年7月16日起配合九巴重組路線編號，將其改稱74（即現時的64K線）。

## 外部連結
- 九巴23線官方網站路線資料 （页面存档备份，存于）
- i-busnet 九巴23線 （页面存档备份，存于）